# Victor Sandes
Victor de Almeida Sandes (sinh 8 tháng 1 năm 1992), hay còn gọi Esquerdinha, là một cầu thủ bóng đá Brazil thi đấu ở vị trí tiền vệ cho câu lạc bộ Bulgarian First League Dunav Ruse.